# 农坝镇
农坝镇，是中华人民共和国重庆市云阳县下辖的一个乡镇级行政单位。

## 行政区划
农坝镇下辖以下地区：
农坝场镇社区、红梁村、龙堰村、幸福村、水竹村、云山村和云峰村。